# Jozef Tomko
Jozef Tomko (Udavské, 11. ožujka 1924. – Rim, 8. kolovoza 2022.) bio je slovački katolički svećenik, kardinal i Predsjednik emeritus Papinskoga odbora za međunarodne euharistijske kongrese.

## Životopis
Jozef Tomko se rodio u mjestu Udavské, u Čehoslovačkoj (danas dio Slovačke Republike). Studirao je na teološkom fakultetu u Bratislavi, a zatim otputovao u Rim na studij na Papinskom sveučilištu Gregoriana, odakle je dobio doktorate iz teologije, kanonskoga prava i društvenih znanosti. 
Tomko je zaređen za svećenika 12. ožujka 1949. godine. Od 1955. do 1956. godine predavao je na Međunarodnom sveučilištu "Pro Deo". 15. rujna 1979. papa Ivan Pavao II. ga je zaredio za biskupa. Od 1979. do 1985. bio je tajnik Biskupske sinode. 
Ivan Pavao II. ga je uzvisio na rang kardinala-đakona za vrijeme konzistorija 25. svibnja 1985. godine. Tomko je postao kasnije prefekt kongregacije za evangelizaciju naroda. Na tom položaju ostaje do 2001. godine.

## Odlikovanja
- Slovačka: Red dvostrukog bijelog križa (1995.)[1]